# Incendie du TVCC
Le 9 février 2009, le Television Cultural Center (TVCC), un bâtiment du centre de Pékin en cours de construction, a été ravagé pendant six heures par un incendie d'origine accidentelle. Le TVCC faisait partie du projet de construction du CCTV Headquarters. La Télévision centrale de Chine en est le propriétaire, et l'achèvement des travaux était prévu pour mai 2009. 
À environ 20 h 27 le 9 février 2009, l'ensemble du bâtiment s'est enflammé pendant les feux d'artifice marquant le dernier jour du nouvel an chinois. L'incendie fut provoqué par des feux d'artifice tirés sans autorisation. Son intensité a nécessité six heures d'efforts des pompiers.

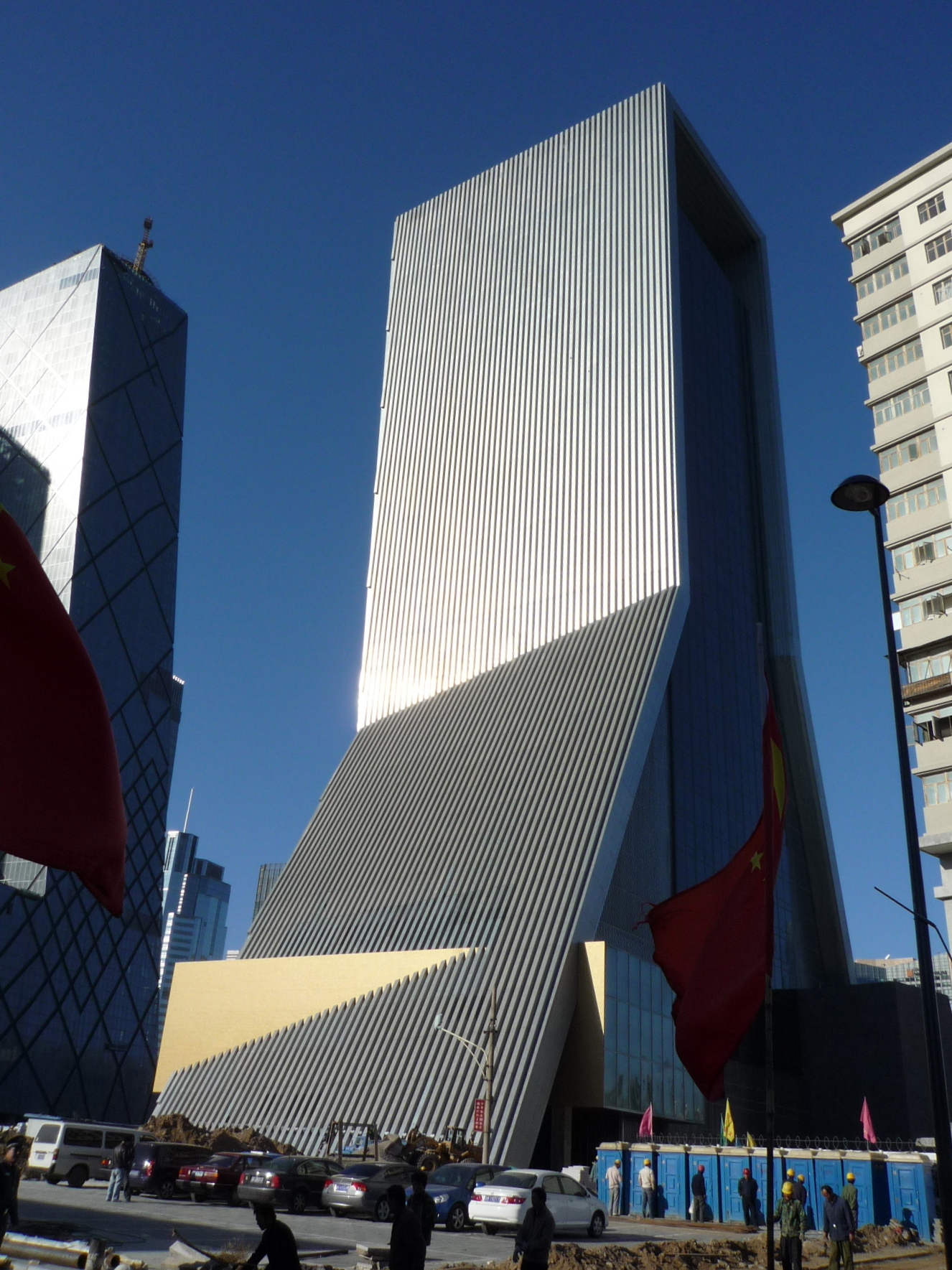
Le bâtiment avant l'incendie (2007).

L'incident, ainsi que sa couverture par les médias chinoises, ont suscité un grand débat en Chine. Les dirigeants de la CCTV auraient autorisé des feux d'artifice puissants, tirés sans permission du gouvernement local. Ils auraient ignoré plusieurs avertissements de la police. Le bureau de propagande chinois donna par la suite des consignes pour censurer le reportage en direct sur l'incendie.

## Histoire
La construction avait commencé en 2004 et devait être terminée en mai 2009,. Le bâtiment devait être nommé Television Cultural Center, TVCC, l'hôtel Beijing Mandarin Oriental devant être son principal occupant.
Il était surnommé la termitière ou la botte, en raison de son aspect architectural radical. Comme le bâtiment principal du CCTV Headquarters, il avait été construit avec moins d'acier que les gratte-ciel traditionnels et conçu pour résister à des tremblements de terre importants. La structure originale donne leur forme aux deux tours. Au total, 140 000 tonnes d'acier ont été utilisées pour sa construction.
Le budget de construction de la tour est évalué à presque 730 millions de US$. Le bâtiment aurait comporté un studio de télévision pouvant recevoir 1500 spectateurs, des studios d'enregistrement, des salles de cinéma numérique, des salles de presse, ainsi qu'un hôtel cinq-étoiles de 241 chambres devant être géré par Mandarin Oriental. Sa hauteur totale était de 159 m (34 étages),. Il était l'œuvre de l'architecte néerlandais Rem Koolhaas et de sa firme « Office for Metropolitan Architecture ». L'entreprise chargée de la construction était Arup East Asia.

## L'incendie

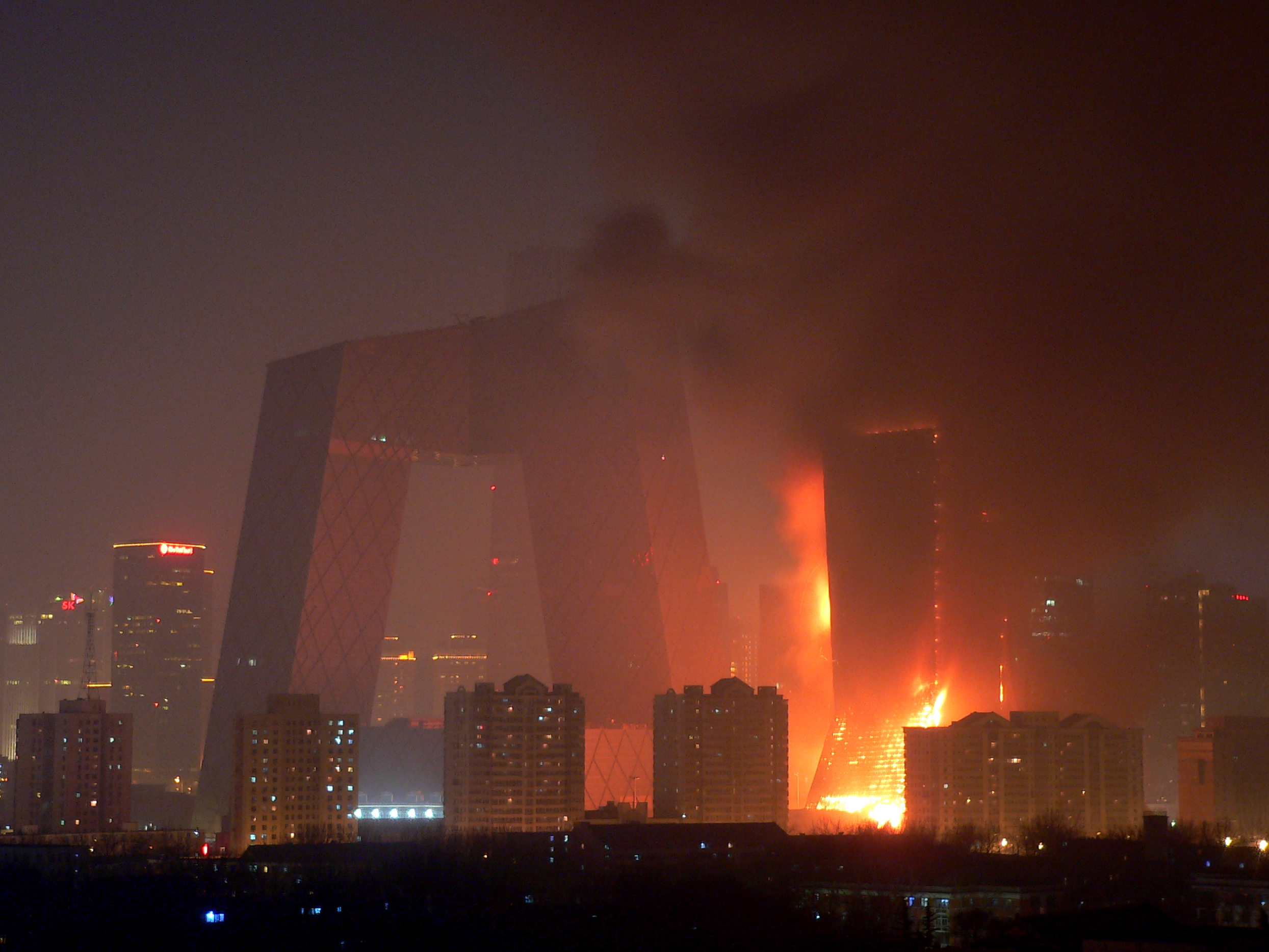
L'incendie. On aperçoit au premier plan le bâtiment principal du CCTV Headquarters.

Il a été causé par des feux d'artifice très importants tirés sur le site pour le nouvel an chinois avec l'autorisation de CCTV, mais sans celle de la police, du département de lutte contre l'incendie ou du gouvernement de la ville de Pékin, ni d'aucun autre organisme officiel,. CCTV aurait ignoré trois avertissement successifs de la police ; il avait placé quatre caméras de télévision pour filmer le feu d'artifice, comportant près de 700 pièces et d'un coût de plusieurs millions de yuans.
Six-cents pompiers ont participé à la lutte contre le sinistre, qui dura cinq heures et causa un mort et sept blessés. Les médias chinois ont rapporté qu'un pompier (secrétaire de la branche du parti communiste du département de lutte contre l'incendie) est mort asphyxié par la fumée ; six autres pompiers ont été blessés. Les médias chinois ont qualifié la victime de « martyr de la révolution » (革命烈士). China Free Press a estimé les dégâts à 4 milliards de yuans (soit environ 588 millions de US$).
L'agence Chine nouvelle a rapporté, et le bureau municipal de la sécurité publique a confirmé, que la police de Pékin détenait un cadre de CCTV. Xu Wei (徐威), responsable du chantier de construction suspecté d'être l'organisateur du spectacle pyrotechnique, fut conduit dans un commissariat du quartier des affaires de l'est de Pékin. CCTV a publié plus tard des excuses publiques :
« Le feu a causé de sérieux dommages à la propriété d'État, et CCTV en éprouve de profonds remords. Il a aussi créé des problèmes aux gens des alentours et causé des embouteillages, et CCTV présente ses sincères excuses. »

### Cause
La brigade municipale de lutte contre l'incendie de Pékin a confirmé que la cause du sinistre était l'emploi illégal de pièces d'artifice de forte puissance sur le chantier. Elle a déclaré que le feu avait commencé sur le toit du bâtiment, avant de s'étendre aux étages inférieurs grâce à des vents violents. Des fumées toxiques et le manque de d'extincteurs automatiques en état de marche entravèrent les efforts pour éteindre l'incendie.
Une vidéo amateur diffusée sur l'Internet montre le début du feu après la chute d'une fusée d'artifice sur le toit du TVCC. Un reportage de CNN affirme que « le toit du bâtiment explosa ». Un autre remarque que le feu se propagea rapidement et que la tour tout entière fut en feu en moins de 13 minutes. « Il est évident qu'il y avait de nombreux débris sur place, [qui] prirent feu très vite. »

### Enquête
L'hôtel était assuré pour 220 millions de US$, le montant réel du remboursement devant être décidé après l'enquête de police. Dix-sept personnes ont été détenues, dont le chef de chantier du CCTV Headquarters, trois autres employés de CCTV, le conducteur qui avait transporté les feux d'artifice, quatre personnes qui l'avaient aidé à éviter les points de contrôle de la police et huit employés de l'entreprise pyrotechnique qui avaient installé le dispositif. 
Selon le magazine économique Caijing (en), le coût réel du spectacle était de 350 000 yuans, mais le montant facturé à CCTV par une société contrôlée par Xu Wei, responsable du chantier de construction, s'élevait à 1 million ; Xu aurait reçu une commission de 80 000 yuan.
Les médias officiels ont annoncé début février 2010 que 71 personnes étaient considérées comme responsables de l'incendie, dont le président de CCTV Zhao Huayong, qui avait pris sa retraite en 2009 ; le Conseil d'État a évalué les pertes économiques directes à 163,83 millions de yuans (23,99 millions de dollars). Sur les 71 responsables identifiés, 44 devaient être poursuivis et les autres recevoir des sanctions disciplinaires administratives et au sein du parti. Zhao devait subir une rétrogradation administrative et une sévère réprimande du parti. À la fin du mois de février, l'AFP a cité un responsable de la Deuxième cours intermédiaire de Pékin, qui a confirmé que 23 personnes avaient été inculpées pour l'incendie. Xu Wei fait partie de celles-ci, selon les médias officiels.

### Censure

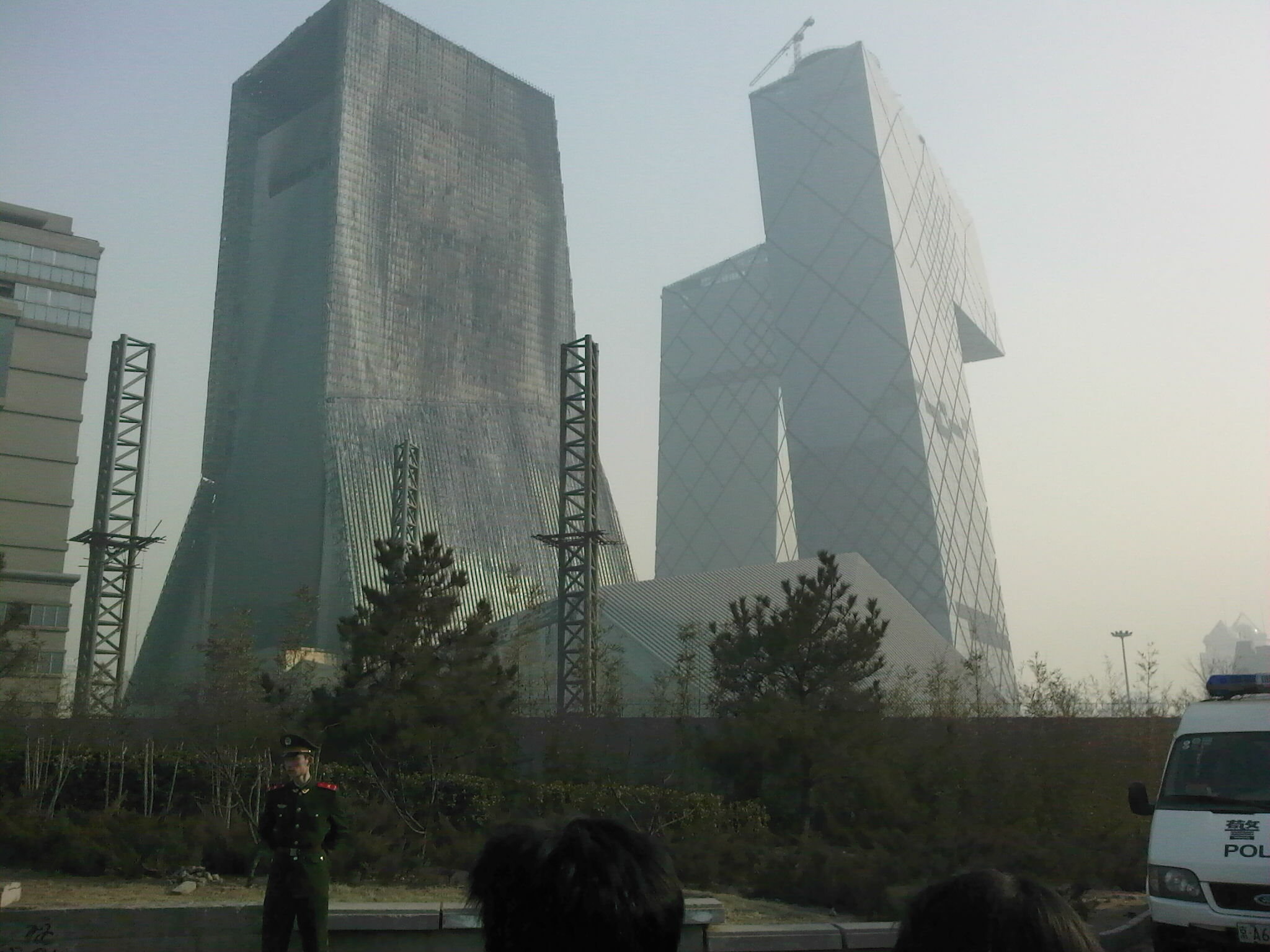
Le bâtiment après l'incendie (à gauche)

Une note du gouvernement, postée sur l'Internet, a montré que les autorités étaient désireuses de diminuer l'importance du sinistre, « une gêne colossale que beaucoup considèrent de mauvais augure pour l'année nouvelle » selon le The New York Times. On peut lire dans la note : « pas de photos, pas de clips vidéo, pas de reportage en profondeur » et, plus loin, « La nouvelle doit être diffusée seulement sur l'espace de l'actualité et l'espace des commentaires doit être fermé. »
Aucune image de l'incendie ou du bâtiment n'a été diffusée sur le réseau d'État et le site web de l'agence Chine nouvelle n'a cité l'affaire qu'en passant. CCTV a rendu compte de la nouvelle avec une vidéo sur son site, après l'incendie.
Li Xiguang, professeur de journalisme à l'Université Tsinghua de Pékin, a déclaré que la décision de ne pas traiter l'événement « à chaud » était « stupide » et qu'elle avait diminué la crédibilité de CCTV.